# O Salmão da Dúvida
O salmão da dúvida é uma coleção póstuma de material previamente publicados e não publicados por Douglas Adams. Ele consiste em grande parte de ensaios sobre tecnologia e experiências de vida, mas o seu principal motivo de venda é a inclusão do romance incompleto em que Adams estava trabalhando no momento da sua morte, O Salmão da dúvida (a partir da qual a coleção recebe o seu título, uma referência ao mito irlandês do Salmão da Sabedoria).